# Searching for Haizmann
Pour plus de détails, voir Fiche technique et Distribution.
Searching for Haizmann est un film américain de Scott Gordon et Ron Meyer, sorti en 2003.

## Fiche technique
- Titre : Searching for Haizmann
- Réalisation : Scott Gordon et Ron Meyer
- Scénario : Scott Gordon et Ron Meyer
- Musique : Brian Williams
- Photographie : Ron Arrowsmith
- Montage : Don Poe
- Production : Lucas Elliot Eberl, Scott Gordon et Ron Meyer
- Société de production : Centre Communications et Haizmann Inc.
- Pays :  États-Unis
- Genre : Drame et horreur
- Durée : 96 minutes
- Dates de sortie : 
  -  Canada : 7 mars 2003

## Distribution
- Lucas Elliot Eberl : Julian Cain
- Colombe Jacobsen-Derstine : Hannah Allen
- Jenny Mollen : Grace Robin
- Clint Howard : Franciscus Abbot
- Tippi Hedren : Dr. Michelle Labner
- Erick Avari : le père Mark Reeder
- Stephen Furst : Dr. Gaulforid
- Jeffrey Reeves : Kent Wheeler
- Scott Gordon : Ron Reeves
- Jude Pago : Aaron Bay
- John C. Ashton : Grant Hollow